# HD28299
HD28299 — хімічно пекулярна зоря спектрального класу B8, що має видиму зоряну величину в смузі V приблизно  7,6.
Вона  розташована на відстані близько 1109,4 світлових років від Сонця.

## Пекулярний хімічний вміст
Зоряна атмосфера HD28299 має підвищений вміст 
Si
.